# NGC 7492
NGC 7492 ist ein Kugelsternhaufen des äußeren galaktischen Halos. NGC 7492 liegt im Sternbild Wassermann und hat eine scheinbare Helligkeit von ca. 11,2 mag. 
Das Objekt wurde am 20. September 1786 von William Herschel entdeckt.